# Nadleśnictwo Dukla
Nadleśnictwo Dukla – jednostka organizacyjna Lasów Państwowych podległa Regionalnej Dyrekcji Lasów Państwowych w Krośnie. Siedziba Nadleśnictwa znajduje się w Równem w powiecie krośnieńskim, w województwie podkarpackim.
Nadleśnictwo obejmuje część powiatów krośnieńskiego i jasielskiego oraz Krosno.

## Historia
Nadleśnictwo Dukla powstało w 1945 i objęło byłe lasy prywatne znacjonalizowane przez komunistów. Właścicielami tych lasów byli Załuscy, Zofia Stawierska, Tytus Trzecieski, Witold Sulimirski, Helena Potocka, Czartoryscy, majątek Dukla, firma meblowa Rosenthal, biskupstwo przemyskie oraz inni, drobniejsi właściciele.
W 1948 nadleśnictwu przekazano przeznaczone do zalesienia grunty porolne we wsiach opuszczonych w wyniku akcji „Wisła”.

## Ochrona przyrody
Na terenie nadleśnictwa znajduje się siedem rezerwatów przyrody:
- Modrzyna
- Tysiąclecia na Cergowej Górze
- Przełom Jasiołki
- Igiełki
- Wadernik
- Łysa Góra
- Cisy w Nowej Wsi

oraz część Jaśliskiego Parku Krajobrazowego.

## Drzewostany
Typy siedliskowe lasów nadleśnictwa (z ich udziałem procentowym):
- górskie 85,8%
- wyżynne 12,2%
- nizinne 2%

- świeże 94,8%
- wilgotne 4,2%
- bagienne 1%

Dominujące jest siedlisko lasu górskiego świeżego.
Gatunki lasotwórcze lasów nadleśnictwa (z ich udziałem procentowym):
- buk 37%
- jodła 30%
- sosna 15,5%
- jawor 3,4%
- świerk 3,3%
- modrzew 3,2%
- olsza 2,7%
- grab 1,5%
- jesion 1,4%
- dąb 1,4%
- inne 0,6%